# 刀根パーキングエリア
刀根パーキングエリア（とねパーキングエリア）は、福井県敦賀市刀根にある北陸自動車道のパーキングエリアである。北陸自動車道においては福井県内で最南端に位置する。

## 施設

### 上り線（米原・名古屋・大阪方面）
- 駐車場
  - 大型 10台
  - 小型 30台
- トイレ
  - 男性 大3(和式0・洋式3)・小3
  - 女性 5(和式1・洋式4)
  - 車椅子用 1（オストメイト対応）
- 自動販売機
- バス停留所（休止中）

### 下り線（新潟・小浜方面）
- 駐車場
  - 大型 10台
  - 小型 30台
- トイレ
  - 男性 大3(和式0・洋式3)・小3
  - 女性 5(和式1・洋式4)
  - 車椅子用 1（オストメイト対応）
- 自動販売機
- バス停留所（休止中）

## 隣
E8 北陸自動車道
(3)木之本IC - 賤ヶ岳SA - 刀根PA - (3-1)敦賀JCT - (4)敦賀IC